# Prinsessan Reishi (1270–1307)
Prinsessan Reishi, född 1270, död 1307, var en japansk prinsessa, gift med sin kusin kejsar Go-Uda.